# Chantal Naud
Chantal Naud, née en 1939 à Deschambault, au Québec, est une linguiste et historienne canadienne spécialiste des Îles de la Madeleine.

## Biographie
Après des études de licence de lettres à l’université Laval de Québec, Chantal Naud est enseignante aux Îles de la Madeleine à partir de 1966. Elle publie, à partir des années 1990, des travaux sur la langue et l’histoire des Îles. Son Dictionnaire des régionalismes constitue la principale référence sur le parler acadien des Îles de la Madeleine,. 

## Ouvrages publiés
- Îles de la Madeleine 1793–1993 — Deux siècles d’histoire. Chronologie des Îles de la Madeleine assortie de quelques dates-repères de l’histoire de l’Amérique et du monde et précédée des chronologies historiques comparées des Îles de la Madeleine et de l’Acadie, L’Étang-du-Nord, Les Éditions Vignaud, 1993, 240 p. (ISBN 2-9803495-0-X).
- Dictionnaire des régionalismes du français parlé des îles de la Madeleine, L’Étang-du-Nord, Les Éditions Vignaud, 1999, 311 p. (ISBN 2-9803495-1-8).

- Le journal acadien L'Évangéline aux îles de la Madeleine : Fragments historiques, L’Étang-du-Nord, Les Éditions Vignaud, 2013, 330 p. (ISBN 978-2-9803495-2-2).